# Томас, Роб
Роб Томас (англ. Rob Thomas; род. 15 августа 1965, Саннисайд, Вашингтон) — американский писатель, продюсер и сценарист, автор телесериала «Вероника Марс».

## Биография
Роб Томас родился в городе Саннисайд, штат Вашингтон. Окончил школу в Сан-Маркосе в 1983 году и поступил в Христианский Университет Техаса, получив спортивную стипендию, играя в американский футбол. Окончил колледж в 1987 году со степенью в области истории.
Перед тем как начать писать романы для подростков, он учился журналистике в школе Джона Маршалла в Сан-Антонио в Техасе. С августа 1993 по июнь 1995 года работал в новостях Channel One, рассказав об этом опыте в своём романе 1998 года Satellite Down.
С середины 1980-х по начало 1990-х выступал поочерёдно в трёх техасских музыкальных группах: Public Bulletin, Hey Zeus и Black Irish.
В 2003 году получил широкую известность благодаря сериалу «Вероника Марс», автором которого стал Томас. В 2008 году начал работу над спин-оффом «90210: Новое поколение», написав сценарий пилота. Вскоре Томас покинул проект, но по заверениям новых сценаристов, основные сюжетные ходы были взяты из сценария Роба.

## Кино и телевидение

### Фильмография
- 1999: Печенье с предсказанием / Fortune Cookie
- 1999: Сведи меня с ума / Drive Me Crazy
- 2014: Вероника Марс / Veronica Mars

### Телевидение
- 1996: Космический призрак (сценарист)
- 1998: Бухта Доусона (сценарист)
- 1998: Купидон / Cupid (автор, сценарист и исполнительный продюсер)
- 2004: Вероника Марс (автор, сценарист, режиссёр и исполнительный продюсер)
- 2008: 90210: Новое поколение (автор, сценарист)
- 2008: Достойное поведение / Good Behavior (сценарист, исполнительный продюсер)
- 2009: Купидон (автор, сценарист и исполнительный продюсер)
- 2009: Мастера вечеринок / Party Down (автор, сценарист и исполнительный продюсер)
- 2010: Скала Плимут / Plymouth Rock (автор, сценарист и исполнительный продюсер)[2] — сериал не закуплен
- 2015: Я — зомби / iZombie (автор, сценарист, режиссёр и исполнительный продюсер)